# Ullapool Museum

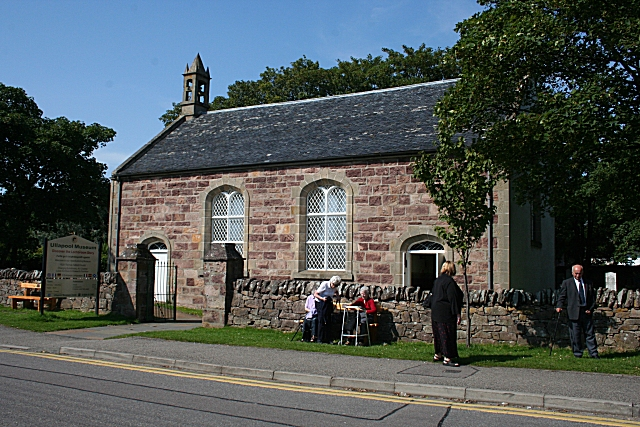
Ullapool Museum

Das Ullapool Museum ist ein Heimatmuseum in der schottischen Ortschaft Ullapool in der Council Area Highland. Es ist in der alten Pfarrkirche Ullapools untergebracht. 1971 wurde das Bauwerk in die schottischen Denkmallisten in der höchsten Denkmalkategorie A aufgenommen.

## Geschichte
Die Ullapool Parish Church wurde 1829 als Pfarrkirche errichtet. Sie entstand als Parliamentary Church im Rahmen eines Regierungsprogramms zum Bau von Kirchen in den Highlands. Für den Entwurf zeichnet der bedeutende Ingenieur Thomas Telford verantwortlich. Mit dem Bau der heutigen Ullapool Parish Church im Jahre 1935 wurde die Kirche redundant und obsolet. 1991 gründete sich der Ullapool Museum Trust, welcher der Church of Scotland im selben Jahr das Gebäude zum Preis von einem Pfund abkaufte. Im Dezember 1995 wurde dort das Ullapool Museum eröffnet.

## Sammlung
Das Heimatmuseum zeigt Exponate der 1788 als Fischersiedlung gegründeten Ortschaft und ihrer Umgebung aus verschiedenen Themengebieten. Es fokussiert hierbei auf die Geschichte der Fischerei und Landwirtschaft, umfasst jedoch auch einen stadtgeschichtlichen Lesebereich und hält Informationen zur genealogischen Suche bereit.

## Gebäude
Die ehemalige Ullapool Parish Church steht an der West Argyle Street im Zentrum von Ullapool. Die südexponierte Hauptfassade des T-förmigen Gebäudes ist vier Achsen weit. Auf den Zentralachsen sind Segmentbogenfenster eingelassen, auf den Außenachsen segmentbogige Türen. An den Giebelseiten sowie der rückwärtigen Fassade sind die Fenster analog ausgestaltet. Ungleich der Kirchen von Croick und Plockton sind nur die Giebelseiten der Ullapool Parish Church mit Harl verputzt, wobei Natursteineinfassungen abgesetzt sind. Auf dem Westgiebel sitzt ein kleiner Dachreiter mit offenem Geläut, der in einem kurzen, spitzen Helm ausläuft.